# Palau del Marquès d'Olivart
El palau del Marquès d'Olivart és un edifici de les Borges Blanques (Garrigues) protegit com a bé cultural d'interès local.

## Descripció
Es tracta de l'edifici civil més destacat de la vila, la seva raó de ser estar estretament lligada al llinatge Olivart, família molt arrelada a les Borges i amb un gran poder econòmic. És un edifici compost seguint un esquema d'"L", vorejant el pati central, adaptant-se així a la forma del solar.
Està organitzat en dos patis al voltant dels que es disposa l'edifici. Cada cos de l'edifici té una planta baixa i tres pisos. De la construcció originària només en resten la façana principal (orientada al sud), la part superior de la terrassa, els seus arcs de suport i l'entrada del jardí. També destaquen en aquest conjunt el pati de carruatges i les sales nobles per la primera i segona planta.
La composició de les façanes és força simètrica degut a la disposició dels forats de cada planta; també destaca la manera de remarcar-los, envoltant l'estructura amb motllures de pedra. S'accedeix a l'edifici a través d'un atri. La planta baixa és d'aplacat de pedra amb les juntes rebaixades, disposat en horitzontal. Les obertures de la façana estan perfilades per motllures. També destaquen les baranes dels balcons de la façana principal, fetes de ferro amb els extrems ressaltats amb planxes d'ornamentació vegetal. Remata l'edifici una amplia cornisa.
A la planta baixa acull la policia local, el porxo i una sala a la cantonada de carrers. El vestíbul, obert al pati, l'escala principal i la sala de calderes es troben als extrems a la segona crugia.
A la primera planta hi ha dependències administratives i a la segona, el museu d'arqueologia. Aquesta sala té un cert interès pel seu tractament volumètric amb falsa volta i finestres en dos nivells. Per acabar, les golfes, es fan servir com a magatzem.

## Història
En origen era la residència del Marquès quan aquest era a la ciutat. A la seva mort, el 1928, el palau passa per diverses mans. Durant la guerra civil (1936-1939), els soldats anomenats d'"etapes" s'hi instal·laren; als seixanta hi havia un espai destinat a sala lectura per a la població. Actualment és la seu de l'Ajuntament i de forma temporal, durant els vuitanta i noranta, el Consell Comarcal hi tingué algunes dependències.
Hi ha una referència oral que diu que hi havia, de fet encara avui és comprovable, una mina o pas soterrani d'evasió. Aquest s'obre des de la zona enjardinada i tenia sortida als Freginals de sota el Terrall. Actualment la mina refugi està pràcticament abandonada i fins i tot desfeta en alguns trams urbans.